# Họ Cá thu rắn
Họ Cá thu rắn (danh pháp khoa học: Gempylidae) là một họ cá dạng cá vược, với tên gọi chung là cá thu rắn. Theo truyền thống họ này nằm trong phân bộ Scombroidei của bộ Perciformes, nhưng gần đây Betancur et al. (2013, 2014) đã chuyển nó sang bộ mới tạo ra là Scombriformes, chỉ có quan hệ họ hàng xa với Perciformes nghĩa mới.
Chúng là các loài cá thuôn dài với bề ngoài tương tự như cá nhồng, với vây lưng dài, thường với một hay vài vây mềm nhỏ thành vệt ở phía sau. Các loài lớn nhất, bao gồm cả Thyrsites atun, có thể phát triển tới chiều dài cỡ 2 m. Giống như cá nhồng, chúng là cá săn mồi, với các răng giống như răng nanh của động vật ăn thịt.
Chúng là cá sinh sống ở tầng đáy với một vài loài có tầm quan trọng kinh tế-thương mại hay phục vụ cho câu cá thể thao.

## Các loài
Có tổng cộng 24 loài trong 16 chi:
- Chi Diplospinus
  - Cá thu rắn sọc, Diplospinus multistriatus Maul, 1948.
- Chi Epinnula
  - Epinnula magistralis Poey, 1854.
- Chi Gempylus
  - Cá thu rắn, Gempylus serpens Cuvier, 1829.
- Chi Lepidocybium
  - Lepidocybium flavobrunneum (Smith, 1843).
- Chi Nealotus
  - Cá thu rắn đen, Nealotus tripes Johnson, 1865.
- Chi Neoepinnula
  - Neoepinnula americana (Grey, 1953).
  - Neoepinnula orientalis (Gilchrist & von Bonde, 1924).
- Chi Nesiarchus
  - Nesiarchus nasutus Johnson, 1862.Nesiarchus nasutus
- Chi Paradiplospinus

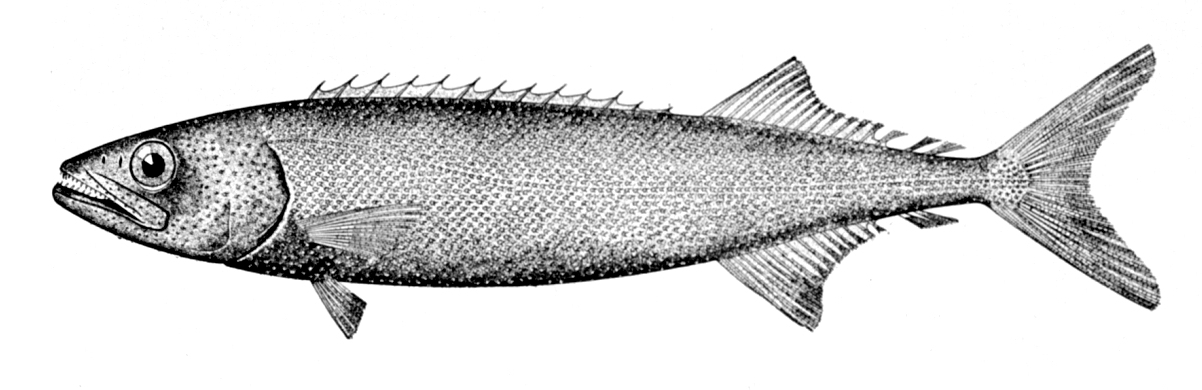
Nesiarchus nasutus

  - Paradiplospinus antarcticus Andriashev, 1960.
  - Paradiplospinus gracilis (Brauer, 1906).
- Chi Promethichthys
  - Promethichthys prometheus (Cuvier, 1832).Promethichthys prometheus
- Chi Rexea
  - Rexea alisae Roberts & Stewart, 1997.
  - Rexea antefurcata Parin, 1989.

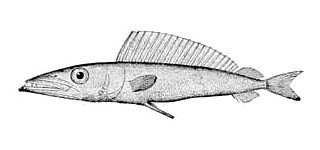
Promethichthys prometheus

  - Rexea bengalensis (Alcock, 1894).
  - Rexea brevilineata Parin, 1989.
  - Rexea nakamurai Parin, 1989.
  - Rexea prometheoides (Bleeker, 1856).
  - Rexea solandri (Cuvier, 1832).
- Chi Rexichthys
  - Rexichthys johnpaxtoni Parin & Astakhov, 1987.
- Chi Ruvettus
  - Cá sáp dầu, Ruvettus pretiosus Cocco, 1833.
- Chi Thyrsites
  - Thyrsites atun (Euphrasen, 1791).
- Chi Thyrsitoides
  - Thyrsitoides marleyi Fowler, 1929.
- Chi Thyrsitops
  - Cá thu rắn trắng, Thyrsitops lepidopoides (Cuvier, 1832).
- Chi Tongaichthys
  - Tongaichthys robustus Nakamura & Fujii, 1983.

Scombrolabrax heterolepis trước đây phân loại trong họ này, nhưng hiện nay được tách ra và đặt trong họ riêng của chính nó là họ Scombrolabracidae.